# Ringelheimi Matilda

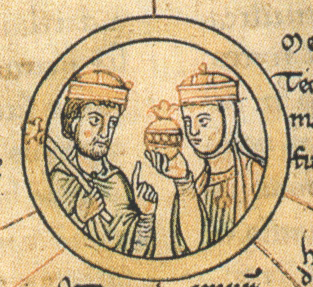
Matilda és Henrik

Ringelheimi Matilda vagy Szent Matilda (Enger, Szász Hercegség, Keleti Frank Királyság, 896 körül – Quedlinburg, 968. március 14.) I. Henrik német király felesége.

## Családja
Szülei: Dietrich vesztfáliai gróf és Reinhild. Ringelheimi Matildának is szokták nevezni, mivel rokonai az Immedinger-dinasztiából abban a városban alapítottak kolostort 940 körül.  
Egyik lánytestvére, Frederuna a Billung-házból származó I. (Idősebb) Wichmann szász grófhoz ment hozzá.
Kislányként a herfordi zárdába küldte őt családja, ahol nagyanyja, Matilda volt a rendfőnökasszony. Aztán a grófkisasszony szépségéről és erényes életéről szóló beszámolók s igen magas hozománya felkeltették I. Ottó szász herceg figyelmét is, aki elrendezte fia, Henrik és Matilda eljegyzését.
909-ben Matilda tehát hozzáment az elvált, egy gyermekes, körülbelül 33 éves Madarász Henrikhez, I. (Liudolfing) Ottó szász herceg harmadik fiához. 27 évig voltak házasok, s ez idő alatt öt gyermekük született.

## Gyermekei
- Hedvig (910–965. május 10.), ő 936-ban hozzáment az akkor körülbelül 38 éves, kétszeresen özvegy, ám gyermektelen Nagy Hugó nyugati frank herceghez. Frigyük hozzávetőleg 20 évig tartott, s ez idő alatt összesen öt örökösük (Beatrix, Hugó, Emma, Ottó és Henrik) jött világra. Elsőszülött fiuk, Hugó lett később Capet Hugó néven Franciaország királya.

- Ottó (912. november 23. – 973. május 7.), ő lett a későbbi I. Ottó német-római császár, valamint itáliai és német király, s szász herceg, aki kétszer is megnősült. Első hitvese Wessexi Edit angolszász királyi hercegnő volt, akit még 929-ben vett el. Két gyermekük (Liutgard és Liudolf) jött világra. 16 évig voltak házasok. Edit császárné 946. január 26-án, körülbelül 35 évesen hunyt el. Özvegye ezután 951-ben elvette a körülbelül 20 esztendős, szintén özvegy és egy gyermekes Itáliai Adelaide burgundiai királyi hercegnőt, aki még négy gyermekkel (Henrik, Brúnó, Matilda és Ottó) ajándékozta meg férjét. Nagyjából 22 évig voltak házasok.

- Gerberga (913–984. május 5.), ő kétszer volt férjnél. Első hitvese 930 körül az akkor körülbelül 40 éves Lotaringiai (Reginar) Giselbert herceg lett, aki csupán kilenc évnyi házasság után elhunyt. Négy örökösük jött világra, Alberade, Henrik, Gerberga és végül Wiltrude. Még abban az évben ismét oltár elé állt, ezúttal a 19 éves IV. (Karoling) Lajos nyugati frank királlyal, akit nyolc gyermekkel (Lothár, Matilda, Hildegarde, Károly, Lajos, Károly, Alberade és Henrik) ajándékozott meg. 14 évig éltek együtt.

- Henrik (919 vagy 921 – 955. november 1.), később I. Henrik néven bajor herceg, aki 948-ban az akkor körülbelül 23 éves Bajorországi Judit hercegnőt vette nőül, kitől két fia is született, Henrik és Brúnó. 7 évig éltek együtt.

- Brúnó (925–965), a Kölni főegyházmegye későbbi érseke, és I. (Nagy) Brúnó néven Lotaringia hercege is. Nem nősült meg és gyermekei sem születtek.

Mivel 912. november 30-án elhunyt Matilda apósa, így annak egyetlen élő fia, Henrik lett apja utóda a szász hercegi székben, I. Henrik néven. Hét év múlva, 919-ben, I. Konrád keleti frank király halála után Henriket választották meg új uralkodóvá. Matilda férje 936. július 2-án elhunyt, s az özvegyasszony és legidősebb fia, Ottó a néhai király emlékére megalapították a Quedlinburgi apátságot. Az apátság tulajdonképpen egy kolostor volt, nemesi származású egyházi tisztségviselők lakhelye, ahol 966-ban éppen a királyné egyik unokája, Matilda lett az első rendfőnökasszony.

## Özvegyen
A megözvegyült Matilda először még fia, Ottó császári udvarában maradt, ám ott sokszor összevitatkozott egymással anya és gyermeke. Ennek legfőbb okai Ottó idősebbik öccsének, Henriknek a különböző cselszövései, a császárt a hatalomból kimozdító kísérletei voltak, valamint az, hogy Matilda jól átlátta, milyen rossz befolyást gyakorolnak Ottóra annak királyi tanácsadói, akik szintén inkább csak a saját érdekeiket helyezték előtérbe. Az asszonyt többen is támadták Ottó környezetéből, mivel állítólag Matilda túl sokat költött az államkincstárból jótékonykodásra, ami igencsak meggyengítette a birodalom pénzügyi helyzetét. Egy rövid ideig száműzetésbe kényszerült az asszony, éppen szülővárosában, Engerben, egyik vesztfáliai birtokának kúriájára. Ott 947-ben Matilda kollégiumot alapított egyházi pályára lépő fiatalok részére, ám hamarosan visszatérhetett Ottó udvarába, elsősorban menye, Wessexi Edit sürgetésére.

## Szent Matilda
Az özvegy királyné majdnem 32 évvel élte túl néhai férjét. Ő és hitvese földi maradványai a Szent Szervác apátság templomának kriptájában nyugszanak, egymás mellett. Később igen jelentős kultusz alakult ki Szászországban és Bajorországban Matilda legendás személye és tettei körül. A német szentek kalendáriuma szerint március 14-re, az özvegy királyné halálának évfordulójára tűzték ki a szentté avatott Matilda ünnepnapját.
A híres, korabeli szerzetes-történész, Corvey-i Widukind (925 k. – 973) Res gestae saxonicae sive annalium libri tres (A szászok gonosztettei) címmel írt egy háromkötetes, latin nyelvű krónikát, melyben néhányszor Matilda neve is felmerül. Ezen kívül két, szentekről szóló dokumentum (a Vita antiquior és a Vita posterior) is sorokat szentel Matilda különleges tulajdonságainak. (A Vita antiquior 974 körül íródhatott, a Vita posterior pedig körülbelül 1003-ban.) Életrajzírói egészen az időszámításunk utáni 8. századig vissza tudják vezetni családfáját, egyik őséig, a legendás szász hadvezérig, akit Widukindnak hívtak.
Szent Matildát az odaadással, az imádsággal és az alamizsnaosztással szokták a hívők azonosítani. Az asszony első életrajzírója úgy jellemzi legjobban Matilda vallásos elhivatottságát, hogy elmesél egy történetet, melyben a királyné egy este felkel az ágyból férje mellől, hogy titokban kilopózzon a templomba imádkozni. A hölgy számos vallási intézményt hozott létre, ám közülük is a Szent Wigbertnek ajánlott quedlinburgi volt talán a kor Németországának egyik legmeghatározóbb apátsága, mind a teológiai, mind pedig a világi dolgok terén.
A korszak további jelentős kolostora volt még a szintén Szent Wigbertnek szentelt pöhldei, valamint az engeri és a nordhauseni is, Türingiában, melyek megalapítása ugyancsak Matilda nevéhez fűződik.